# Costanzo Chauvet
Costanzo Chauvet (Santo Stefano Belbo, 14 giugno 1844 – Roma, 5 febbraio 1918) è stato un giornalista italiano, emblematico protagonista del sottobosco giornalistico-affaristico che accompagnò le fortune della sinistra storica a Roma nel primo trentennio dell'unità d'Italia. È oggi noto soprattutto per essere stato proprietario e direttore dal 1875 al 1918 del quotidiano Il Popolo romano.

## Biografia
Il giovane provinciale piemontese, figlio di un geometra, cominciò la sua avventurosa carriera fuggendo di casa attorno ai sedici anni e arruolandosi nell'esercito nel 1861. Lo si ritrova nel 1867 ad Alessandria, impiegato come furiere (figura di sottufficiale amministrativo-contabile addetta alla logistica e agli approvvigionamenti). Qui si spaccia (con poca fantasia) come marchese di Roccabruna e si fa notare per la vita dispendiosa supportata da frodi e appropriazioni indebite, come accerterà il Tribunale militare nel 1868, condannandolo a tre anni di carcere nel forte di Savona e al rimborso del maltolto, che fu quantificato in 985 lire dell'epoca. Il 6 marzo 1870 l'esercito lo congeda definitivamente, e Chauvet torna ad Alessandria, dove nonostante la fama discutibile manteneva conoscenze.
Iniziò infatti la collaborazione ad un foglio satirico di indirizzo democratico, Il Birichino Alessandrino, e si presentò a Felice Cavallotti, cui chiese aiuto a consiglio, accennando ai suoi trascorsi militari in termini di bisogni giovanili, errori di gioventù e mostrando un nobile desiderio di riabilitarsi. Quando, poco dopo, Cavallotti lasciò Alessandria, egli lo seguì a Milano: Il Birichino Alessandrino, per la preponderante collaborazione di Chauvet, aveva assunto un certo tono di volgare delazione a scopo di ricatto che aveva suscitato in città violente reazioni.
Nel capoluogo lombardo, Chauvet collaborò brevemente con Il Gazzettino rosa, per poi essere nominato nell'amministrazione della Gazzetta di Milano, giornale ormai moribondo e che avrebbe chiuso nel 1875. All'indomani della presa di Roma, Chauvet si trasferì nella nuova capitale, dove iniziò a collaborare con La Capitale, quotidiano fondato da poco da Raffaele Sonzogno. A La Capitale non resistette che un breve periodo; per dissidi con il Sonzogno, e pare perché fu scoperto a rubare sugli abbonamenti, se ne allontanò dopo meno di un mese. Dalla metà di novembre, in accordo con i fratelli Catufi, tipografi di fede democratica, iniziò la collaborazione ad uno scialbo trisettimanale di propaganda elettorale da questi pubblicato, il Don Pirlone figlio, di cui non tardò a divenire l'autentico animatore, quindi direttore, dandogli la propria impronta; il giornale fu trasformato in un foglio satirico, violentemente anticlericale, teoricamente legato alla Sinistra, ma portato in realtà a colpire le persone piuttosto che le idee, sovente apertamente scandalistico.
Chauvet era anche riuscito in breve tempo a intrufolarsi nei più vari ambienti, raccogliendo, direttamente o attraverso informatori, pettegolezzi, calunnie, ma anche notizie autentiche e compromettenti, e, usando di preferenza l'arma dei romanzi a chiave pubblicati in appendice al giornale, aveva portato a termine alcuni fortunati ricatti a danno di note personalità della capitale.
Con questi metodi era riuscito a raggranellare una somma sufficiente a staccarsi dai Catufi e dare inizio alla pubblicazione di un suo foglio, il Don Pirloncino, che vide la luce il 30 luglio 1871.
All'inizio del 1872 poi, Chauvet scoprì l'esistenza di una presunta figlia (ovviamente illegittima) del cardinale Giacomo Antonelli, che aveva all'epoca circa 16 anni. La ragazza - Lauretta o Loreta, figlia di una gentildonna austriaca - era stata cresciuta e riconosciuta da una certa Antonietta Marconi che morì proprio in quel periodo. Chauvet riuscì a farsi affidare dalla famiglia Marconi la tutela della ragazza e i documenti che ne attestavano le origini: riuscì in questo modo ad ottenere dal cardinale per qualche anno (fino alla sua morte avvenuta nel 1876) somme rilevanti, e anche a farsi affidare un fondo dotale di 100.000 lire che rimase molto a lungo nella sua disponibilità.
In conseguenza di questo colpo fortunato, nel luglio del '73, vide la luce lo Stabilimento tipografico del Don Pirloncino, di proprietà di Chauvet, che curava la pubblicazione del suo foglio ed anche quella de Il Popolo Romano, quotidiano di sinistra, fondato in quello stesso anno da Leone Fortis e Guglielmo Canor. Il giornaletto di Chauvet, un foglio satirico trisettimanale in quattro pagine, che sarebbe stato pubblicato fino al 2 gennaio 1887, rispecchiava abbastanza fedelmente le idee e le esigenze del suo proprietario, sempre genericamente di sinistra quindi, ma completamente distaccato e anzi ormai ostile all'ambiente radicale, senza una posizione politica veramente incisiva e significante, ma apertamente desideroso di ancoraggi proficui, legati alla gestione del potere, che aprissero nuove vantaggiose sfere d'azione.

## Il Popolo Romano

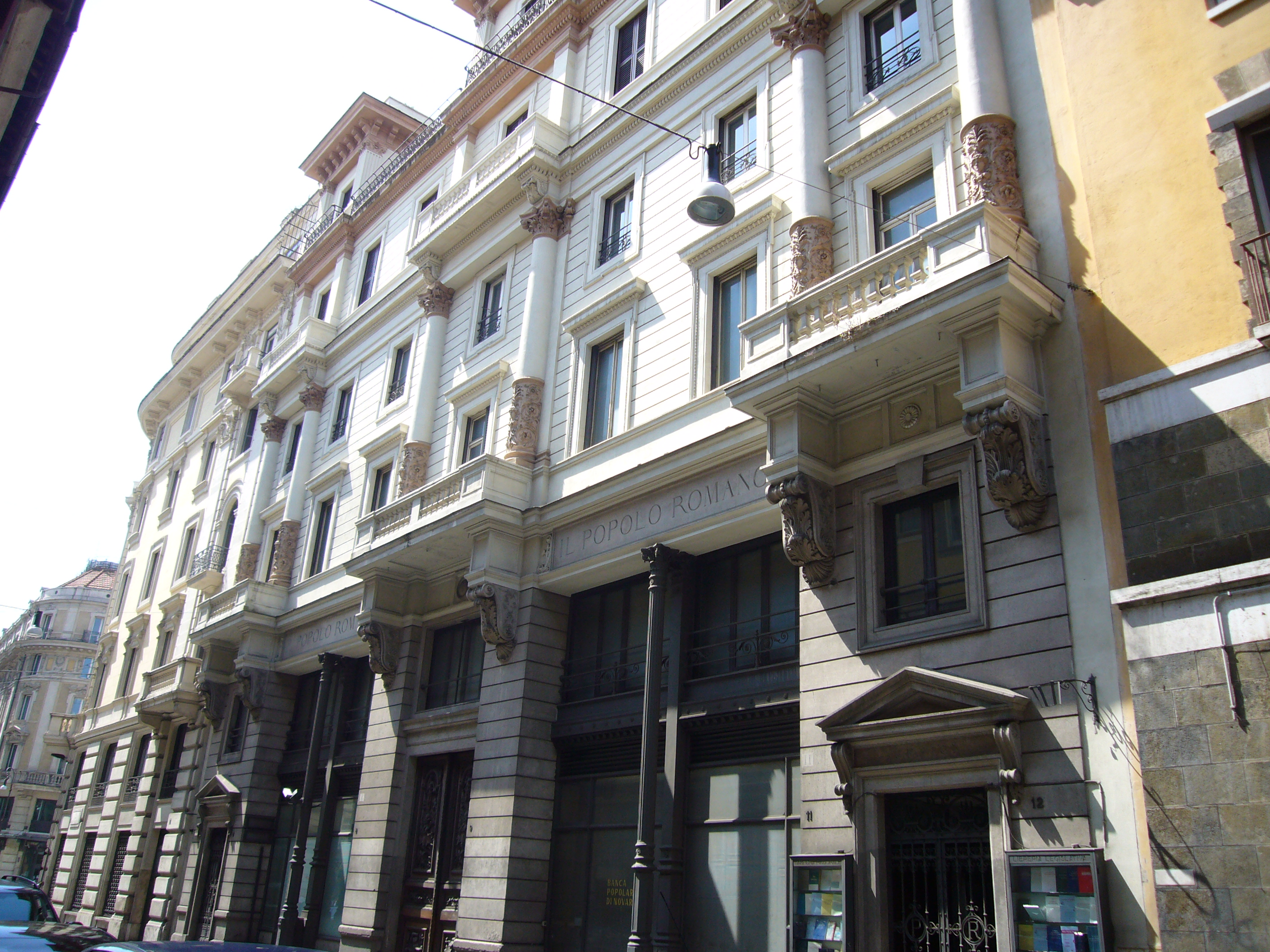
La sede de Il Popolo Romano a via dei Due Macelli

Nel 1873 i proprietari de Il Popolo Romano non furono più in grado di pagare la tipografia, e così dopo una breve vertenza giudiziaria Chauvet acquisì dal 1º gennaio 1875 la proprietà della testata, che poi possedette e diresse fino alla morte.
Il quotidiano usciva in 4 pagine a 5 colonne. Inizialmente proseguì la linea del Don Pirloncino, su posizioni genericamente di sinistra ma non socialmente radicali, nutrite di polemiche verso il governo della Destra la cui debolezza ne faceva presentire la prossima fine (erano gli anni dell'ultimo governo Minghetti), ma di un tipo che oggi definiremmo qualunquista, e comunque saldamente schierate a favore di gruppi d'interesse.
Forte del suo nuovo quotidiano, Chauvet frequentava intensamente - per inclinazione personale e per dovere d'ufficio - gli ambienti governativi della capitale. Il supporto prestato al conte Luigi Pianciani, due volte sindaco di Roma, lo introdusse finalmente negli ambienti che contavano in città, e qui il genio trafficante di Chauvet trovò il terreno per esprimersi al meglio, proprio negli anni della grande espansione della spesa per l'adeguamento della Roma papale al ruolo di nuova capitale.
In seguito alle elezioni politiche del 1876 - che videro la vittoria della Sinistra e la fine del governo della Destra - Chauvet si trovò ben collocato al centro dei maneggi che accompagnarono il cambio della guardia.
Nell'estate del 1877 la tipografia e le redazioni del Don Pirloncino e de Il Popolo Romano furono collocate a palazzo Folchi in via delle Coppelle: all'inaugurazione della nuova sede intervennero, con un gesto che venne commentato e interpretato dalle redazioni di mezza Italia, Agostino Depretis, il ministro della Marina Benedetto Brin ed un rappresentante della real casa. Quando, nell'ottobre dello stesso anno, apparve imminente la rottura fra Depretis e Giuseppe Zanardelli, Il Popolo Romano prese decisamente posizione per il primo, tanto che cominciarono a circolare insistentemente voci che il giornale fosse diventato organo personale di Depretis, il che avvenne invece circa un mese più tardi. Da allora, e fino al 1887, il giornale venne considerato il portavoce ministeriale per eccellenza, tanto che questura, prefettura, ministero dell'Interno e Il Popolo Romano erano per i contemporanei proverbialmente sinonimi.
Il giornale fu per il Depretis uno strumento prezioso: duttile, preciso, sempre allineato alle sue necessità e alle sue opinioni; non ci fu battaglia politica, dalle convenzioni ferroviarie alla modifica della tassa sul macinato, al riarmo della marina, ai vari rimpasti ministeriali, che non lo vedesse sostenitore ed espressione del presidente del Consiglio. Durante le elezioni che si tennero in epoca depretisiana, Il Popolo Romano veniva distribuito gratuitamente dalle varie prefetture e Chauvet, non più solo giornalista ma agente del ministero, procurava, con mezzi più o meno leciti, finanziamenti ed appoggi, gestiva uomini e quattrini, trovando naturalmente modo di realizzare ingenti utili personali. Solo su due punti si può riscontrare una certa divergenza di opinioni fra lui e il Depretis: per lungo tempo, anche dopo l'inizio del loro sodalizio, Il Popolo Romano - che pure fin dal 1878 riceveva un finanziamento fisso di 4.000 lire l'anno dalla Banca Romana - continuò a fare una modesta fronda alle posizioni depretisiane favorevoli all'alta banca e alla finanza internazionale, in pro' degli interessi di alcuni gruppi industriali; un perfetto allineamento su base governativa si ebbe solo dopo il 1882, quando Chauvet divenne praticamente un diretto agente della Banca Romana. Il secondo punto riguardò l'adozione dello scrutinio di lista, conformemente alla riforma elettorale del 1882, provvedimento che Il Popolo Romano e soprattutto Chauvet, in quanto diretto gestore di elezioni, accettarono assai di malavoglia.
Naturalmente una simile irresistibile ascesa non poteva non provocare reazioni, anche perché Chauvet, con controproducente esibizionismo, ostentava apertamente e abusava, a proposito e a sproposito, della sua influenza. Si ebbero così, tra il 1881 ed 1885 una serie di scandali e processi che lo videro, direttamente o indirettamente, chiamato in causa. Un primo incidente, che doveva tirarsi dietro querele e controquerele, si ebbe ai primi del 1881, durante un'elezione per il secondo collegio di Roma, quando Chauvet, per meglio sostenere il suo candidato Carlo Palomba, da cui si era fatto lautamente pagare l'appoggio incondizionato del Il Popolo Romano, non trovò di meglio che scrivere di suo pugno ai sostenitori dell'avversario di Palomba, e in particolare a O. Barberi Borghini, lettere minatorie con minacce di morte. Queste lettere andarono a finire nelle mani del direttore de La Capitale, F. Dobelli, il quale aveva da poco pubblicato sul suo foglio la complicata storia delle vicende finanziarie intercorse fra il potente giornalista ministeriale e Laura Marconi Lambertini. Di qui accuse, smentite, controsmentite, che culminarono, nel primo trimestre del 1882, in un processo da cui Chauvet uscì assolto per mancanza di prove, ma vide riconosciuta la propria capacità a delinquere. Neppure questo tuttavia riuscì a scalfirne la posizione, anzi la sua influenza permaneva così forte che tre anni più tardi, quando un altro editore poco scrupoloso, A. Sommaruga, tentò direttamente e attraverso il bisettimanale Le Forche Caudine di Pietro Sbarbaro, una seria azione di disturbo nei confronti suoi e del Depretis, Chauvet riuscì ad ottenerne la clamorosa condanna.
Neppure la morte del Depretis lo toccò; dopo un iniziale disorientamento all'avvento di Francesco Crispi, di cui temeva, come molti altri, un certo fondo di radicalismo, stabilì ottimi rapporti anche con il nuovo presidente del Consiglio. Così, sempre armeggiando fra Parlamento, giornalismo, affarismo, mantenne il suo ruolo privilegiato di giornalista ministeriale per eccellenza, anche con Antonio di Rudinì e Giovanni Giolitti, offrendo e ritirando l'appoggio politico a banchieri, industriali e speculatori, gestendo illecite ingerenze governative, arricchendosi con l'aggiottaggio in Borsa e le tangenti di tutti i tipi (per fare un solo esempio basti ricordare che, su richiesta del governo la Banca romana gli staccò un assegno di un milione e mezzo sulla quota assegnata alla banca dal prestito per l'abolizione del corso forzoso). In verità Chauvet era l'uomo adatto ad una classe politica assai spregiudicata nella gestione del potere che, dopo il 1876, cercava collegamenti e mezzi di pressione su più ampi strati sociali, più numerosi interessi economici, e li trovava quasi sempre sul piano di appoggi personalistici, in un mercato di influenze, voti e quattrini, sicché egli può essere considerato non solo il fortunato imbroglione e il borioso giornalista, con il gusto dell'intrallazzo e dello scandalo che senz'altro fu, ma anche il necessario strumento di una determinata gestione politica.
Quando la corruzione si fece insopportabile per il Paese e scoppiò quell'autentico processo al regime che fu lo Scandalo della Banca Romana, era fatale che Chauvet ne uscisse in un modo o nell'altro professionalmente distrutto. Sul finire del 1892 il clamore suscitato dalle interrogazioni parlamentari dell'on. Napoleone Colajanni dimostrò che era impossibile nascondere a lungo all'opinione pubblica le irregolarità di gestione della Banca romana. Il governo, sperando di salvare il credito e contemporaneamente di evitare un'inchiesta parlamentare che avrebbe coinvolto troppe personalità, vide una soluzione possibile nella fusione della Banca Romana con la Banca Nazionale Toscana e la Banca Nazionale del Regno d'Italia.
Il Popolo Romano, ormai da anni finanziato dalla Banca romana e il cui prezzo di ingaggio era giunto alla cifra di 1.500 lire mensili, dopo aver sostenuto in una serie di articoli del dicembre e dei primi di gennaio l'assoluta correttezza e la specchiata gestione del governatore Bernardo Tanlongo, tra l'11 e il 15 dello stesso mese, cambiò repentinamente di campo riconoscendone le pesanti responsabilità. In verità questa non era che la punta dell'iceberg riguardo alla partecipazione di Chauvet, allo svolgersi di tutto il complicato affaire. Non solo egli era perfettamente a conoscenza della disonesta e irregolarissima gestione della banca (circolazione clandestina, biglietti a serie doppia, svariati milioni di ammanco di cassa, contabilità, bilanci e relazioni falsificati da oltre vent'anni: episodi ad alcuni dei quali Chauvet fu accusato di aver partecipato personalmente), ma nel medesimo periodo di tempo, nella veste di emissario del commendator G. Grillo, direttore della Banca nazionale e, sembra, anche del governo, egli aveva fatto la spola fra la Banca Nazionale, il ministero dell'Interno e la direzione della Banca romana, promettendo, minacciando, lusingando, secondo il suo costume, per ottenere da Tanlongo, di cui si diceva intimo amico, l'assenso alla fusione. Infine, poiché era necessario raggiungere una qualche soluzione prima della riapertura della Camera, Chauvet la sera del 31 dicembre, si presentò in casa dei Tanlongo latore di un ultimatum: o addivenire alla fusione o subire l'arresto; effettivamente la conclusione fu la traduzione in carcere dell'anziano banchiere. Il processo e l'inchiesta parlamentare che seguirono, nei successivi mesi del 1893, fecero emergere la pesante partecipazione di Chauvet all'intera faccenda; in particolare il 24 giugno Felice Cavallotti portò all'antico conoscente e vecchio avversario un durissimo attacco in pieno Parlamento, dal quale questi poté difendersi poco e male, tanto che, alla Camera, l'opposizione prese il vezzo di insolentire il governo chiamandolo "governo Chauvet". Tuttavia nelle risultanze del processo, da cui era uscita compromessa tanta parte della classe politica e del giornalismo italiano, il nome di Chauvet risultò confuso insieme con i molti altri, né gli fu addebitato altro che l'aver ricevuto dalla Banca romana un totale di 72.000 lire a pagamento delle campagne del Popolo Romano. Ma agli attacchi del Cavallotti in Parlamento ne seguirono altri, ancor più feroci, principalmente su Il Fanfulla che prendevano in esame, con dovizia di particolari, tutti i trascorsi di Chauvet; contemporaneamente la contessa Lambertini riprese il processo, arenato ormai da dieci anni, a proposito della famosa dote; infine con un improvviso, anche se non completamente inatteso, coup de théâtre, alle 22,30 del 20 novembre 1893 Chauvet venne arrestato nella redazione de Il Popolo romano e immediatamente tradotto in carcere, mentre la polizia metteva i sigilli al suo gabinetto di lavoro e al suo studio privato. L'accusa era di falso in atto pubblico, truffa a danno dell'erario, corruzione di pubblico ufficiale, commessi in Roma negli anni 1891-1892; in pratica si era trattato di una truffa compiuta da una ditta novarese importatrice di riso, la ditta Pinto, con la complicità di Chauvet, il quale aveva corrotto un funzionario del ministero delle Finanze.
Questa volta però Chauvet non ebbe modo né tempo di occultare le prove né Giolitti, anch'egli in difficoltà per gli scandali bancari, poté far molto per lui. Fu infine condannato a 5.000 lire di multa e quattro anni di reclusione, di cui non scontò che tredici mesi, dopodiché fu restituito ai suoi milioni e al suo giornale. La condanna e il carcere non riuscirono a distruggerne la posizione sociale ed economica, ma lo privarono per sempre del potere e dell'influenza di cui aveva goduto e abusato per diciassette anni.
Ritornò alla direzione de Il Popolo Romano che mantenne fin quasi alla morte, senza occupare più un posto di vero rilievo, né nella vita politica né in quella giornalistica.
Morì a Roma il 5 febbraio 1918. In giovane età aveva sposato Clara Francia da cui ebbe una figlia. Il Popolo Romano, passato sotto la direzione di Olindo Bitetti, cessò le pubblicazioni il 29 luglio 1922.

## Media e televisione
Costanzo Chauvet compare nella miniserie televisiva Lo scandalo della Banca Romana, trasmessa da Rai 1 il 17 e il 18 gennaio 2010, con la regia di Stefano Reali. In essa Chauvet (che nella serie è chiamato "Clemente Claudet", mentre il giornale di cui è direttore è chiamato "Il Popolo italiano") è interpretato da Vincent Pérez.